# Паламарчук Жанна Степанівна
Жанна Степанівна Паламарчук (21 квітня 1978, Покутине, Вінницька область) — артистка драми Вінницького обласного академічного українського музично- драматичного театру імені М. К. Садовського, Заслужений артист України.

## Із життєпису
У 2009 році закінчила Вінницький педагогічний університет. Із 1997 року почала працювати у Вінницькому українському музично-драматичному театрі ім. М. Садовського, одночасно з 2023 року почала викладати у Вінницькому коледжі культури і мистецтв.
Основні ролі: Ліза Бричкіна («А зорі тут тихі…»), Марі («Блез»), Долорес («Камінний господар»), Меля («Мораль пані Дульської»), Амелія («Дім Бернарди Альби»), Симона Берто («Ассо та Піаф»), Ціреле («Хелемські мудреці»), Галя («Майська ніч»), Настка («Я б тобі небо прихилив…»), Лейла («Софія»), Ермеліна («Оркестр»), Асагао («Ідзанамі… Богиня, яка вабить»), Оля («Народний Малахій»), Химка («За двома зайцями»), Люська («Стережися Лева!»), Марійка («Квітка з чарівної рукавички»), Дюймовочка («Дюймовочка та Метелик»).

## Відзнаки
- 7 березня 2017 Указом Президента України № 56/2017 Жанні Паламарчук присвоєне почесне звання «Заслужений артист України»[2].
- Подільська літературно-мистецька премія «Кришталева вишня» (2005).
- Премія імені В. Левицької НСТДУ (2013)[1].